# Catedrala Sfânta Maria din Tokyo
Catedrala „Sfânta Maria” din Tokyo este un monument de arhitectură din Japonia. Lăcașul, cu o înălțime de 40 de metri, a fost terminat în anul 1965, cu sprijin financiar de la Arhidieceza de Köln. 